# Edgar Elizalde
Edgar Joel Elizalde Ferreira (Casupá, Florida, 27 de febrero de 2000) es un futbolista uruguayo. Juega de lateral izquierdo y defensa central en CA Platense de la Primera División de Argentina.

## Trayectoria
En julio de 2024, rescindió su contrato con Independiente de Avellaneda.

## Selección nacional
Edgar "Canario" Elizalde participó con la selección uruguaya en los campeonatos sudamericanos de futbol, Sub-17 de 2017 y Sub-20 de 2019. Obteniendo el tercer lugar y la clasificación al Mundial Sub-20 en el segundo torneo disputado.

### Participaciones en Sudamericanos juveniles
| Competición                             | Sede  | Resultado    | Part. | Goles | Asist. |
| --------------------------------------- | ----- | ------------ | ----- | ----- | ------ |
| Campeonato Sudamericano Sub-17 de 2017  | Chile | Primera fase | 2     | 0     |        |
| Campeonato Sudamericano Sub-20 de 2019. | Chile | Tercer lugar | 2     | 0     |        |

## Clubes
| Club                   | País      | Año           |
| ---------------------- | --------- | ------------- |
| Montevideo Wanderers   | Uruguay   | 2016          |
| Pescara Calcio         | Italia    | 2017-2019     |
| Catanzaro (préstamo)   | Italia    | 2019          |
| Pescara Calcio         | Italia    | 2020          |
| Juve Stabia (préstamo) | Italia    | 2021          |
| Peñarol (préstamo)     | Uruguay   | 2021-2022     |
| Independiente          | Argentina | 2022-2024     |
| Liverpool              | Uruguay   | 2024          |
| CA Platense            | Argentina | 2025-presente |

## Palmarés

### Campeonatos nacionales
| Título             | Club           | País      | Año     |
| ------------------ | -------------- | --------- | ------- |
| Torneo Clausura    | C. A. Peñarol  | Uruguay   | 2021    |
| Primera División   | C. A. Peñarol  | Uruguay   | 2021    |
| Supercopa Uruguaya | C. A. Peñarol  | Uruguay   | 2022    |
| Primera División   | C. A. Platense | Argentina | A- 2025 |